# Vasile Nicoară
Vasile Nicoară (n. 1887, Măgurele – d. 19 iulie 1942, Măgurele) a fost un delegat în Marea Adunare Națională de la Alba Iulia, organismul legislativ reprezentativ al „tuturor românilor din Transilvania, Banat și Țara Ungurească”, cel care a adoptat hotărârea privind Unirea Transilvaniei cu România, la 1 decembrie 1918.:p.124

## Biografie
Vasile Nicoară a finalizat studiile școlii primare, ulterior, pe parcursul vieții, remarcându-se prin intermediul activității sale ca agricultor.A decedat la data de 19 iulie 1942, în Măgurele, satul natal.:p.124.

## Activitatea politică

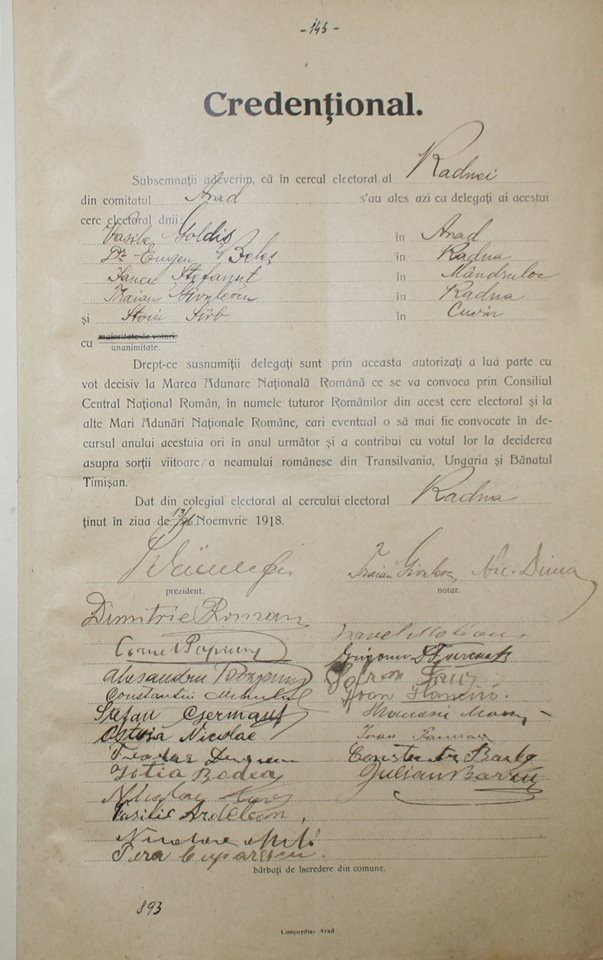
Credențional

În 1918, Vasile Nicoară  s-a remarcat ca membru al Consiliului Național Român Central, la nivelul localității Măgurele. Ca deputat în Adunarea Națională din 1 decembrie 1918 a reprezentat, ca delegat, cercul electoral Bistrița.:p.124. De asemenea, conform unui tabel întocmit de către Pretura Plășii Șieu din județul Năsăud, datat la 8 august 1938, numele lui Vasile Nicoară apare într-o listă a locuitorilor din circumscripția Plășii Șieu care, în anii 1918-1919, au făcut parte din Garda Națională. Potrivit însemnărilor din tabel, numele întreg al acestuia era Nicoară Vasile Lica.:p.722